# 扎戈里夫卡 (馬涅維奇區)
51°11′53″N 25°31′36″E / 51.19806°N 25.52667°E
扎戈里夫卡（烏克蘭語：Загорівка）是烏克蘭西部的村莊，隸屬沃倫州的卡明-卡希爾斯基區。該村始建於1602年，面積0.29平方公里，海拔高度174米，2001年人口111，人口密度每平方公里382.76人。